# George Coșbuc

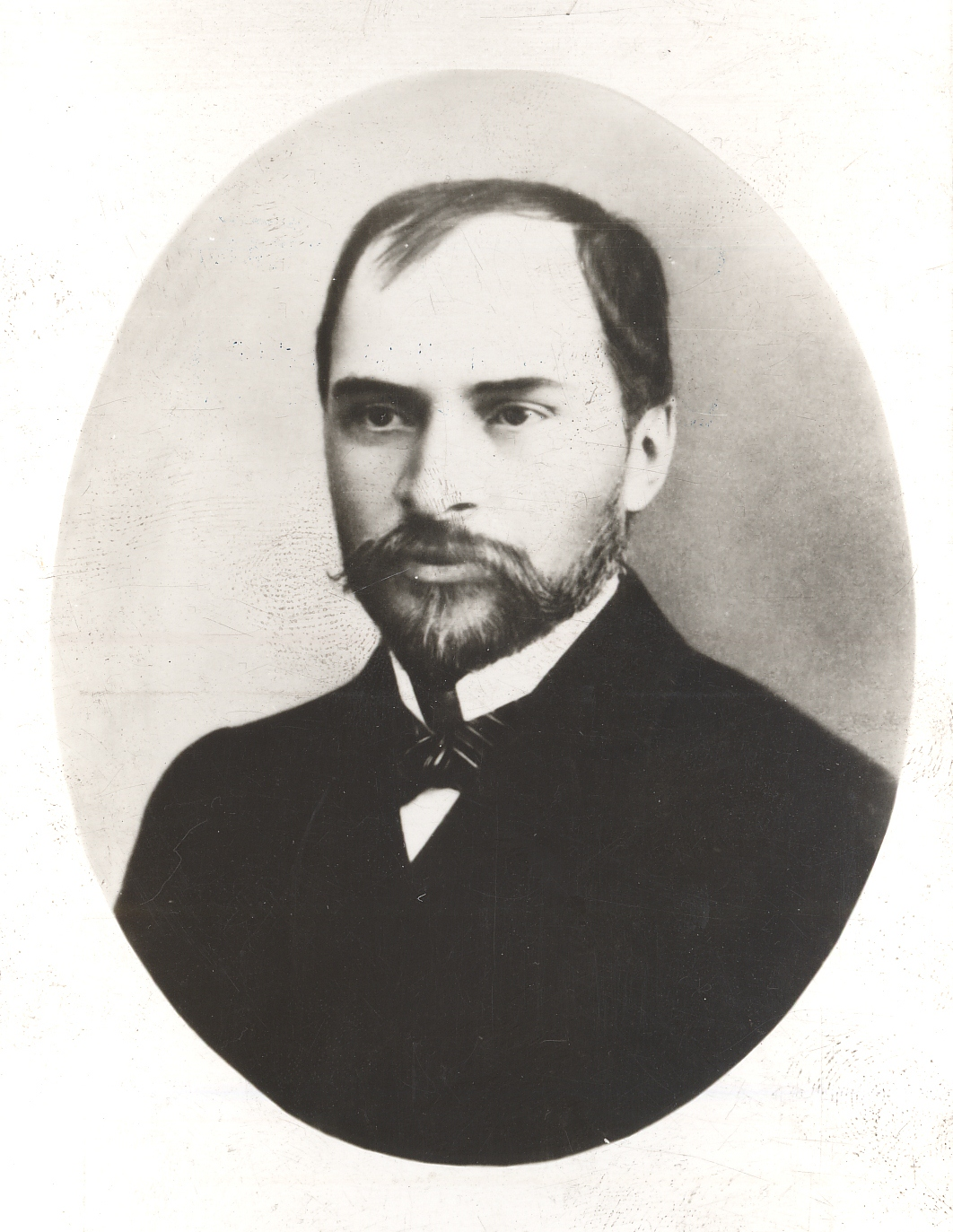
George Coșbuc

George Coșbuc [ˈd͡ʒe̯ord͡ʒe koʃˈbuk] (* 20. September 1866 in Hordou, Distrikt Naszod, Siebenbürgen; † 9. Mai 1918 in Bukarest) war ein rumänischer Schriftsteller, Übersetzer und Lehrer. Er war Mitglied der Rumänischen Akademie.

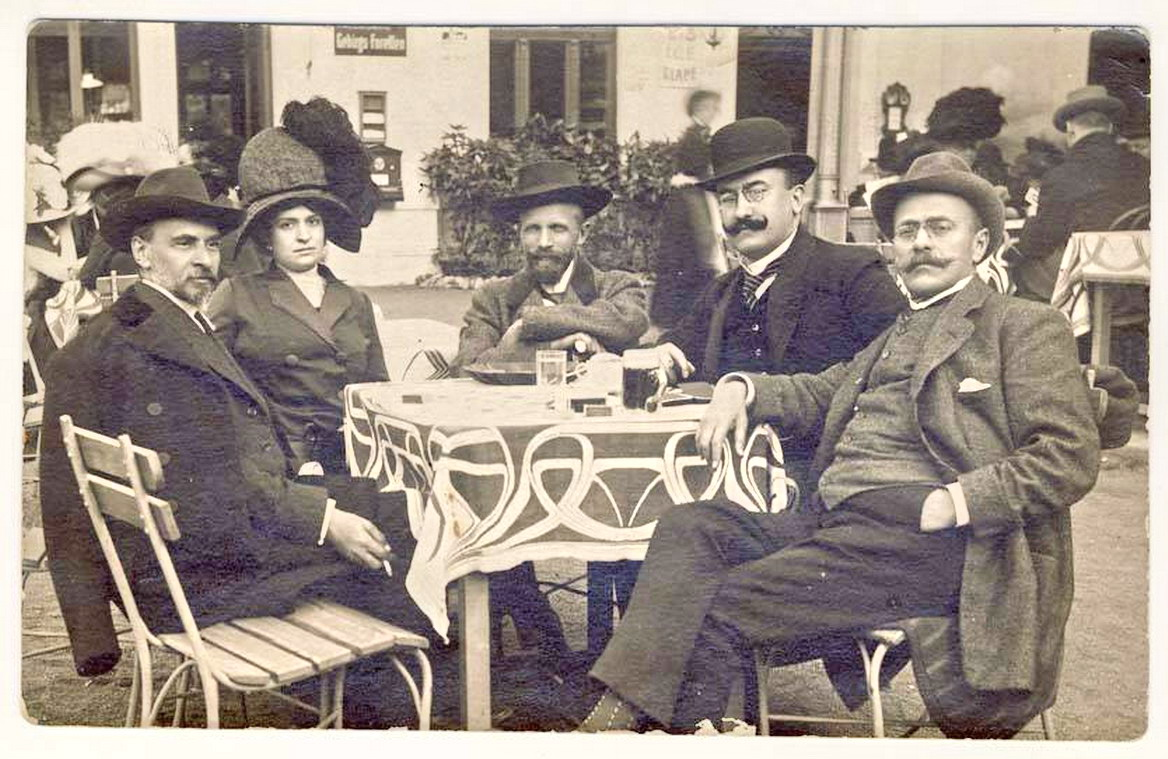
Coșbuc (li.), Vaida, Ciuta, Caragiale in Karlsbad 1911

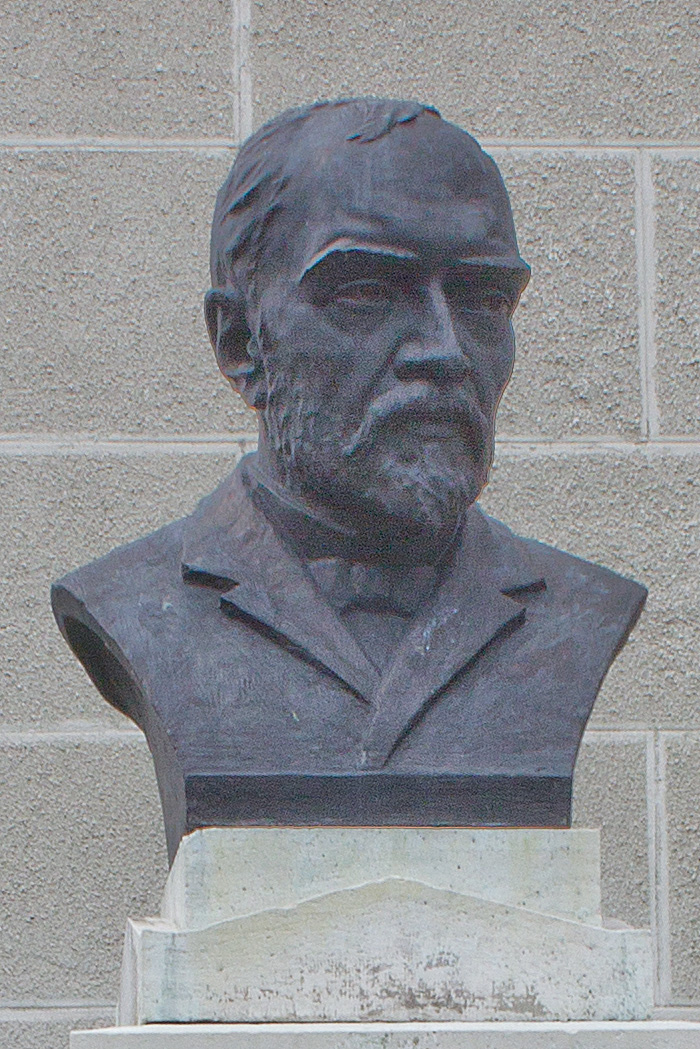
George Coșbuc, Büste in Arad

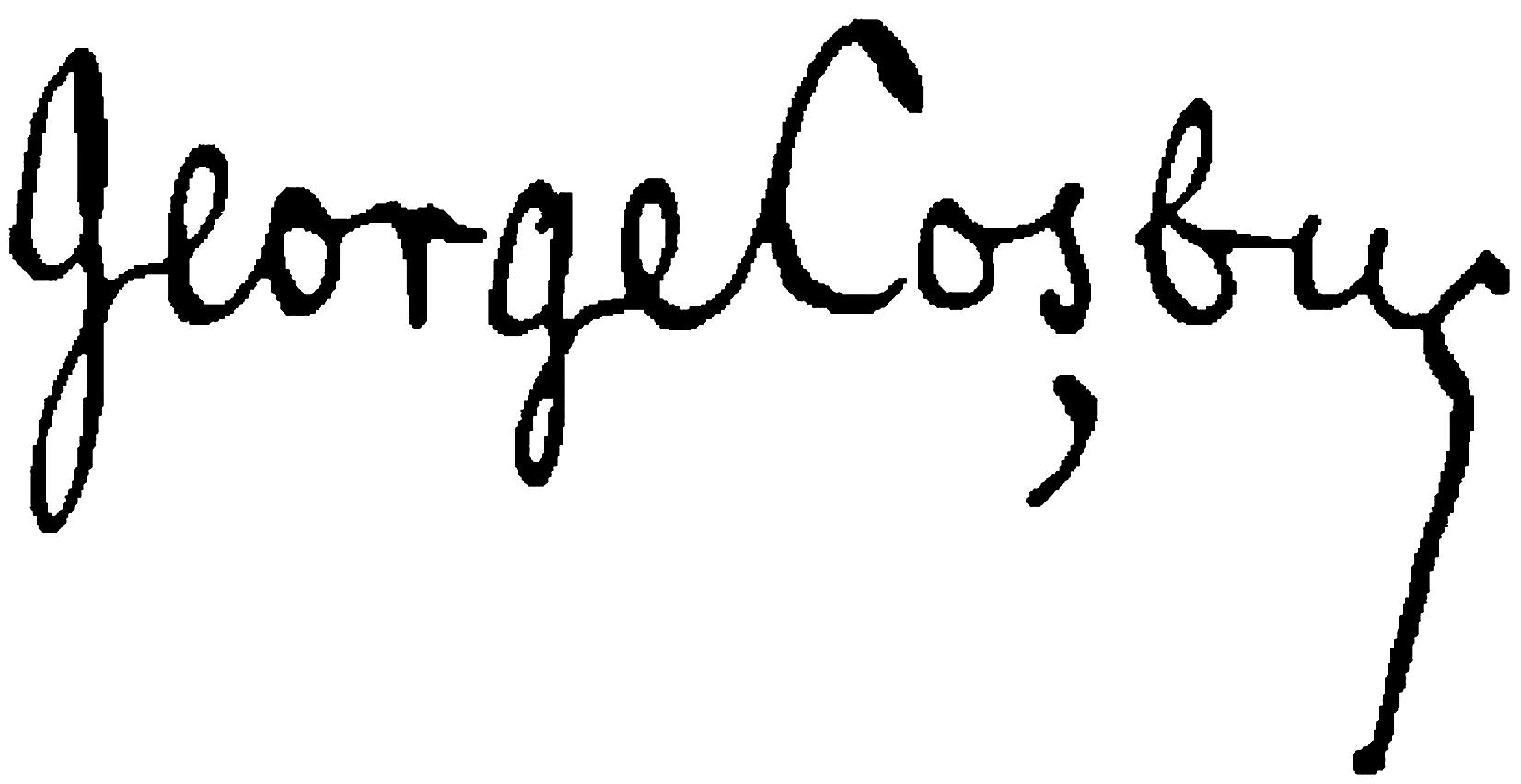
Unterschrift von George Coșbuc

## Biographie
Der Sohn des griechisch-katholischen Pfarrers Sebastian Coșbuc besuchte zwischen 1871 und 1876 die Primarschulen in Hordou, Telciu und Năsăud, auch lernt er in dieser Zeit von seinem Onkel Deutsch. Deswegen und auf Grund seiner Begabung konnte er als einer der Wenigen an das Gymnasium von Năsăud wechseln, einer Anstalt, in der großer Wert auf das Erlernen von Sprachen sowie dem Studium der klassischen Literatur gelegt wurde. So kam er schon früh mit den Werken von Lenau, Heine, Chamisso, Bürger und anderen, desgleichen mit der rumänischen Literatur und Autoren wie Alecsandri, Alexandrescu, Bolintineanu, Budai-Deleanu, Rădulescu in Kontakt. Bereits 1880 schloss er sich dem lokalen literarischen Verein „Virtus Romana Rediviva“ an, was zu Differenzen mit seinem Vater führte, da dieser wollte, dass der Sohn die generationenlange Tradition des Priesterberufs in der Familie fortsetzen sollte. 1884 veröffentlichte er seine ersten Gedichte im jährlichen Almanach des literarischen Vereins. Nach erfolgreichem Bestehen des Abiturs immatrikulierte er sich im gleichen Jahr an der Fakultät für Philosophie und Sprache an der Universität Cluj, wo er sich vor allem den Studien zum antiken Griechenland, den Übersetzungen und Interpretationen der Werke Ciceros, der Theorie und Rhetorik bei Griechen und Römern sowie der Geschichte der römischen Literatur widmete. Coșbuc trat der rumänischen Studentenverbindung „Iulia“ bei und begann die Zusammenarbeit mit der Zeitschrift „Tribuna“ in Sibiu, wo er, nachdem er sein Studium krankheitsbedingt und aus Geldmangel abgebrochen hatte, von 1887 bis 1889 unter großem Lob des Herausgebers Ioan Slavici arbeitete. Letzterer empfahl ihn auch an Titu Maiorescu in Bukarest weiter, nachdem die „Tribuna“ begonnen hatte, defizitär zu arbeiten und der Autor entlassen werden musste. In seinem dortigen letzten Jahr erwarb er großes Ansehen, vor allem in Transsylvanien, nach dem Erscheinen der „Nunta Zamfirei“ in der „Tribuna“ (Nr. 108). Da er Österreich-Ungarn ohne Erlaubnis verließ, erlegte man ihm ein Einreiseverbot auf (bis 1908).
Er verlegte nun seinen Lebensmittelpunkt in die Hauptstadt, wurde für kurze Zeit vom Kultusministerium im Architekturamt als Aushilfszeichner eingestellt, arbeitete und veröffentlichte sodann bei Titu Mairescus „Convorbiri literare“ und anderen Zeitschriften und führte ein recht ausschweifendes Leben. In dieser Zeit gab er den für die rumänische Literatur bedeutenden Band „Balade si idile“ (1893) heraus.
Durch die ab 1897 Übernahme der „Foaia interesantă“ (1897) und als Redaktionsmitglied in weiteren Zeitschriften, prägte Coșbuc die Entwicklung der rumänischen Presse. 1901 edierte er zusammen mit Alexandru Vlahuță die Zeitschrift „Sămănătorul“.
Als Vorsitzender des Büros für Verwaltung und Korrespondenz der „Casa Școalelor“ (1902) beschäftigte er sich mit der Verbesserung der ländlichen Ausbildungsmöglichkeiten und reiste berufsbedingt viel.
1907 hatte er Schwierigkeiten mit den Behörden wegen der Veröffentlichung und Weitergabe seines Manifests „Noi vrem pãmânt“ (Wir wollen Land) an aufständische Bauern. Trotzdem wurde er vom „Ministerium für Kultur und öffentliche Erziehung“ zum Chef und Referenten des Büros für außerschulische Aktivitäten ernannt.
1912 unternahm er eine sechswöchige Italienreise, während der er Dokumente und Unterlagen zu Dante einsehen durfte und den Romanisten Ramiro Ortiz kennenlernte.
Sein Leben änderte sich 1915 jäh durch den tödlichen Autounfall seines einzigen, erst 19 Jahre alten Sohnes Alexander. Von dem Schock dieses Erlebnisses erholte er sich nicht mehr.
Obwohl ihm am 2. Juni 1916 die große Ehre zuteilwurde, als aktives Mitglied in die „Rumänische Akademie“ (Academia Română) gewählt zu werden (seit 1900 war er bereits korrespondierendes), veröffentlichte er nichts mehr. Nach seinem frühen Tod wurde er an der Seite seines Kindes auf dem Bukarester Friedhof „Bellu“ beigesetzt.
Nach ihm sind zahlreiche Schulen, Institute und Straßen in Rumänien benannt. Auch existiert in seinem Geburtsort ein ihm gewidmetes Museum.

## Literat und Übersetzer
George Coșbuc war ein Literat der Zeit der Romantik und des Nationalpatriotismus und wegen seiner meist vom Dorfleben inspirierten Gedichte, die balladenhafte und idyllische Stoffe bevorzugten, aber auch sozialkritische Züge trugen, sehr populär.
Nach ersten Schreibversuchen am Gymnasium 1882/83, veröffentlicht er dann ab 1884 in der „Tribuna“ seine ersten Werke, drei Balladen mit folkloristischen Motiven („Blestem de mamă“, „Pe pământul turcului“, „Angelina“), sodann 1886, „Atque nos!“, „Fata craiului din cetini“, „Draga mamei“, 1887 „Brâul Cosânzenii“, „Fulger“ und in den zwei darauffolgenden Jahren einige seiner bedeutendsten Werke, nämlich „Nunta Zamfirei“, „Rada“, „Numai una!“, „Mânioasă“ sowie „Fata morarului“.
In Bukarest entstanden Spannungen vor allem politischer Natur zwischen ihm und Titu Maiorescu, so dass er in der „Convorbiri literare“ nur wenig veröffentlichte, unter anderem „La oglindă“ (1890) und einige Gedichte, darunter „Rea de plată“ (1892). Vielmehr zog er es vor, seine Manuskripte weiter zur „Tribuna“ nach Sibiu zu schicken („Pe lângă boi“, „Trei“, „Doamne, și toți trei“, „Cântec“, 1891).
Von Ion Luca Caragiale sehr begrüßt erschien 1893 der Band „Balade și idile“. In der von den beiden und Ioan Slavici 1894 herausgegebenen Zeitschrift „Vatra“ erschienen in den folgenden Jahren weitere bedeutende Werke wie „Doina“, „Noi vrem pământ!“, „In opressores“, „Pașa Hassan“, „Iarna pe uliță“, „Lupta vieții“ und das zweibändige „Fire de tort“.
Dienstlich sehr beansprucht veröffentlichte er in den folgenden Jahren weniger, unter anderem „Dintr-ale neamului nostru“ (1903) und die patriotischen Gedichte „Cântece de vitejie“ (1904).
Nachdem er bereits Mitte der 80er Jahre Vergils Aeneis, Byrons Mazeppa, eine Anthologie von Sanskrit-Literatur, Kalidasas Abhijnanashakuntala, ins Rumänische übertragen hatte, beschäftigte er sich von 1906 an fast ausschließlich mit Übersetzungen: Georgica von Vergil (1906), Parmeno von Terenz (1908), Don Karlos von Friedrich Schiller (1910), die Odyssee von Homer (1912). Den Abschluss bildete Dantes Göttliche Komödie, die ihn sehr in Anspruch nahm.
Von ihm stammen auch einige bekannte Zitate:
- Car la vie est un bien perdu quand on n’a pas vécu comme on l’aurait voulu. (Denn das Leben ist ein verlorenes Gut, wenn man nicht so gelebt hat, wie man hätte leben wollen.)
- Gradometrul cultural al popoarelor e literatura,căci ea reprezintă averea sufletească a lor. (Die Messlatte für Völker ist die Literatur, denn sie stellt deren seelischen Schatz dar.)
- Soarele răsare roșu si tot roșu el apune. Omul bun in zile rele, e tot bun ca-n zile bune. (Die Sonne geht rot auf und ebenfalls rot geht sie unter. Ein guter Mensch in schlechten Tagen ist ebenso gut wie an guten.)
- Încercarea și când nu reușeste e o scoală. (Der Versuch, und wenn dieser nicht gelingt, ist eine Schule.)
- Multe bunuri are omul, dar virtutea cea mai mare, e să nu se țină mândru cu virtutile pe care le are. (Viel gute Eigenschaften hat der Mensch, doch die höchste Tugend ist, dass er nicht angibt mit den Tugenden, die er besitzt.)
- De multe ori îngâmfarea este un fel de prelată pentru goliciunea sufletească. (Häufig ist die Überheblichkeit eine Art Verdeck für die seelische Leere.)[9]

## Werke

### Lyrik und Prosa (Auswahl)
- Blestem de mamă, Sibiu, 1885;
- Pe pământul turcului, Sibiu, 1885;
- Fata craiului din cetini, Sibiu, 1886;
- Draga mamei, Sibiu, 1886;
- Fulger, Sibiu, 1887;
- Balade și idile, București, 1893;
- Fire de tort, București, 1896;
- Războiul nostru pentru neatârnare, București, 1899; ediție îngrijită și prefață de Andrei Gligor, Craiova, 1995;
- Povestea unei coroane de oțel, București, 1899; ediție îngrijită și prefață de Teodor Vârgolici, București, 1992; ediția Iași, 1997;
- Din țara Basarabilor, București, 1901;
- Ziarul unui pierde-vară, București, 1902;
- Dintr-ale neamului nostru, București, 1903;
- Cântece de vitejie, București, 1904;
- Superstițiunile păgubitoare ale poporului nostru, București, 1909;
- Balade, București, 1913;
- Drumul iubirii, București, 1916;
- Povești în versuri, ediție îngrijită de Nicolae Drăganu, Sibiu, 1921;
- Poezii alese, prefață de Mihai Beniuc, București, 1952;
- Poezii, I–II, prefață de D. Micu, București, 1953;
- Despre literatură și limbă, îngrijită și prefață de AI. Duțu, București, 1960; Versuri, prefață de D. Micu, București, 1961;
- Comentariu la „Divina Comedie“, I–II, îngrijită și introducere de Al. Duțu și Titus Pârvulescu, București, 1963–1965; în Opere alese, IX, ediție îngrijită de Gh. Chivu, prefață de și comentarii Al. Duțu, București, 1998;
- Fire de tort. Cântece de vitejie, I–II, îngrijită și prefață de Mircea Tomuș, București, 1966;
- Opere alese, vol. I–VI, îngrijită și prefață de Gavril Scridon, București, 1966–1982, vol. VII–IX, ediție îngrijită de Gh. Chivu, prefață de și comentarii Al. Duțu, București, 1985–1998;
- Opera poetică, I–II, Chișinău, 2000;
- Scrieri alese, îngrijită și prefață de Gavril Istrate, Iași, 2001.

### Übersetzungen (Auswahl)
- Vergiliu, Aeneis, București, 1896; ediția (Eneida), îngrijită și prefață de Stella Petecel, București, 1980; ediție prefațată de Ion Acsan, București, 2000, Georgice, București, 1906;
- Byron, Mazepa, Craiova, 1896;
- Antologie sanscrită, Craiova, 1897;
- Kalidasa, Sacontala, București, 1897; ediția București, 1959; ediție prefațată de Ion Acsan, București, 1999;
- Carmen Silva, Valuri alinate, București, 1906; ediția București, 2003;
- Terențiu, Parmeno, București, 1908;
- Schiller, Don Carlos, București, 1910;
- Dante, Divina Comedie, I–III, ediție îngrijită de Ramiro Ortiz, București, 1924–1932; ediție îngrijită și prefață de Al. Balaci, București, 1954–1957; în Opere alese, VII–VIII, ediție îngrijită de Gh. Chivu, prefață de și comentarii Al. Duțu, București, 1985; ediția Iași, 2000;
- Homer, Odiseea, I–II, ediție îngrijită de I. Sfetea și Ștefan Cazimir, prefață de Ștefan Cazimir, București, 1966.